# John and Mable Ringling Museum of Art
Het John en Mable Ringling Museum of Art is een kunstmuseum in Sarasota, een stad in de Amerikaanse staat Florida. Het toont een eclectische collectie kunstwerken uit verschillende werelddelen en tijdvakken, met Europese barokschilderijen als kern. Ook is er een circusmuseum. De instelling is gebouwd rond de verzameling van Mable Burton Ringling en John Ringling, een koppel dat fortuin had gemaakt in de circuswereld. Het museum opende in 1927 naast hun woning Cà d'Zan, een paleis in Venetiaanse stijl. Florida State University nam in 2000 het bestuur van het museum over.  
Meer dan 10.000 objecten bevinden zich in het John en Mable Ringling Museum of Art, waaronder schilderijen, beeldhouwwerken, tekeningen, prenten, foto's en decoratieve kunst. Wereldberoemd zijn de doeken van Peter Paul Rubens die het museum bezit. Andere vertegenwoordigde kunstenaars zijn Diego Velázquez, Paolo Veronese, Gianlorenzo Bernini, Frans Hals, Nicolas Poussin, Joseph Wright of Derby en Thomas Gainsborough. 